# Downton Abbey: The Grand Finale
Downton Abbey: The Grand Finale é um futuro filme britânico-estadunidense, do gênero drama histórico, escrito por Julian Fellowes, criador e roteirista da série de televisão de mesmo nome, e dirigido por Simon Curtis.
O longa-metragem será a sequência de Downton Abbey: A New Era (2022), e será lançado nos Estados Unidos pela Focus Features em 12 de setembro de 2025.

## Elenco
- Samantha Bond como Lady Rosamund Painswick
- Hugh Bonneville como Robert Crawley, 7.º Conde de Grantham
- Laura Carmichael como Edith Pelham, Marquesa de Hexham
- Jim Carter como Charles Carson
- Raquel Cassidy como Phyllis Baxter
- Paul Copley como Albert Mason
- Brendan Coyle como John Bates
- Michelle Dockery como Lady Mary Talbot
- Kevin Doyle como Joseph Molesley
- Michael Fox como Andy Parker
- Joanne Froggatt como Anna Bates
- Paul Giamatti como Harold Levinson
- Harry Hadden-Paton como Herbert Pelham, Marques de Hexham
- Robert James-Collier como Thomas Barrow
- Sue Johnston como Gladys Denker
- Allen Leech como Tom Branson
- Phyllis Logan como Elsie Carson
- Elizabeth McGovern como Cora Crawley, Condessa de Grantham
- Sophie McShera como Daisy Parker
- Tuppence Middleton como Lucy Branson
- Lesley Nicol como Beryl Patmore
- Douglas Reith como Richard Grey, Lorde Merton
- Imelda Staunton como Maud, Lady Bagshaw
- Dominic West como Guy Dexter
- Penelope Wilton como Isobel Grey, Lady Merton
- Simon Russell Beale
- Arty Froushan
- Alessandro Nivola
- Joely Richardson

## Produção
Em março de 2024, Imelda Staunton, que interpreta Maud, confirmou que um terceiro e último filme da franquia Downton Abbey estava sendo planejado, com o retorno do elenco principal. Em maio, foi anunciado que Paul Giamatti e Dominic West retornariam com seus papéis como Harold Levinson e Guy Dexter respectivamente, junto de Joely Richardson, Alessandro Nivola, Simon Russell Beale, e Arty Froushan, em papéis ainda não revelados. Em 27 de março de 2025, o título foi revelado como Downton Abbey: The Grand Finale.

## Filmagens
As filmagens tiveram início em 13 de maio de 2024, e foram finalizadas em agosto do mesmo ano.

## Lançamento
O filme está programado para ser lançado nos cinemas em 12 de setembro de 2025.